# (21219) Mascagni
(21219) Mascagni est un astéroïde de la ceinture principale.

## Description
(21219) Mascagni est un astéroïde de la ceinture principale. Il fut découvert le 28 novembre 1994 à Colleverde par Vincenzo Silvano Casulli. Il présente une orbite caractérisée par un demi-grand axe de 3,09 UA, une excentricité de 0,13 et une inclinaison de 2,4° par rapport à l'écliptique.

## Compléments